# Kurzarbeit
Kurzarbeit im Arbeitsverhältnis bedeutet die vorübergehende Verringerung der regelmäßigen Arbeitszeit in einem Betrieb aufgrund eines erheblichen Arbeitsausfalls. Von der Kurzarbeit können alle oder nur ein Teil der Arbeitnehmer des Betriebes betroffen sein. Die betroffenen Arbeitnehmer arbeiten bei Kurzarbeit weniger oder überhaupt nicht. Ob ein Arbeitgeber Kurzarbeit einführen darf und ob sich bei Kurzarbeit der Anspruch auf Arbeitsentgelt (Lohn, Gehalt) der Arbeitnehmer entsprechend verringert, richtet sich nach arbeitsrechtlichen Bestimmungen.
Kurzarbeit kann ein Instrument sein, um bei vorübergehendem Arbeitsausfall (v. a. Entfall von Aufträgen) Kündigungen zu vermeiden. Um in diesen Fällen den Verdienstausfall der Arbeitnehmer teilweise auszugleichen, können die Arbeitnehmer unter bestimmten Voraussetzungen eine Entgeltersatzleistung aus der Arbeitslosenversicherung, das so genannte Kurzarbeitergeld, beanspruchen. Zuständig für diese Leistung ist in Deutschland die Bundesagentur für Arbeit, in Österreich der Arbeitsmarktservice. Ein ähnliches Instrument ist der Zwangsurlaub.

## Gründe
Die Kurzarbeit soll Unternehmen bei einer vorübergehenden schlechten Auftragslage durch eine Reduktion der Personalkosten entlasten. Die Arbeitnehmer müssen dabei Einkommensverluste in Kauf nehmen, da das Kurzarbeitergeld nicht das volle Nettoeinkommen ersetzt. Der Arbeitsplatz und eine gewisse Grundversorgung bleiben jedoch erhalten. Tarifliche bzw. arbeitsvertragliche Regelungen zur Aufstockung des Kurzarbeitergeldes auf bis zu 100 % des Netto-Verdienstausfalls sind möglich.
Anders als bei Kündigungen bzw. Entlassungen kann das Unternehmen qualifizierte und eingearbeitete Mitarbeiter halten und das in ihnen steckende Firmen-Know-how erhalten.
Es gilt: Der Bezug von Kurzarbeitergeld ist nachrangig gegenüber der Vermittlung in Arbeit. Demnach hat die Agentur für Arbeit im Rahmen der Kurzarbeit zu prüfen, ob die Situation auf dem Arbeitsmarkt es erfordert, die Bezieher von Kurzarbeitergeld in andere zumutbare Arbeitsverhältnisse zu vermitteln (§ 4 SGB III).

## Arbeitsrechtliche Voraussetzungen
Kurzarbeit stellt eine Ausnahme von dem Grundsatz dar, dass der Arbeitgeber das Risiko des Arbeitsausfalles zu tragen hat, also trotz Nichtbeschäftigung des Arbeitnehmers die Vergütung in voller Höhe weiterzuzahlen hat, wenn der Arbeitnehmer seine Arbeitskraft persönlich angeboten hat (§ 615 BGB). Kurzarbeit mit der Folge des Wegfalls des Vergütungsanspruchs darf der Arbeitgeber deshalb nicht einseitig anordnen, sondern nur, wenn dies in einem Tarifvertrag, in einer Betriebsvereinbarung (strittig) oder in einer Individualvereinbarung (Arbeitsvertrag) vereinbart worden ist.
In Betrieben mit Betriebsrat ist die Anordnung von Kurzarbeit darüber hinaus nur wirksam, wenn der Betriebsrat der Kurzarbeit zugestimmt hat (§ 87 Abs. 1 Nr. 3 BetrVG). Dazu reicht im Fall der Kurzarbeit nicht eine formlose Regelungsabrede. Kurzarbeit kann wirksam nur in einer schriftlichen Betriebsvereinbarung eingeführt werden.
Die Anforderungen an eine wirksame Betriebsvereinbarung zur Kurzarbeit sind umstritten. Nach wohl herrschender Rechtsprechung der Landesarbeitsgerichte ist „erforderlich, dass in einer Betriebsvereinbarung über die Einführung von Kurzarbeit, die normative Wirkung für die betroffenen Arbeitsverhältnisse entfalten soll, Beginn und Dauer der Kurzarbeit, die Lage und Verteilung der Arbeitszeit, die Auswahl der von der Kurzarbeit betroffenen Arbeitnehmer oder die Abteilung sowie die Zeiträume, in denen die Arbeit ganz ausfallen soll, festgelegt werden, um dem für Rechtsnormen geltenden Bestimmtheitsgrundsatz zu genügen“.
Wurde die Kurzarbeit nach den genannten Kriterien nicht wirksam angeordnet, hat der Arbeitnehmer, der seine Arbeitsleistung anbietet, trotz des Arbeitsausfalls den vollen Vergütungsanspruch. Anspruch auf Kurzarbeitergeld besteht wegen des fehlenden Entgeltausfalls nicht.
Für Leiharbeitnehmer ist Kurzarbeit wegen § 11 Abs. 4 AÜG unzulässig. Darüber hinaus sind die Voraussetzungen für das Kurzarbeitergeld in der Regel nicht erfüllt, weil Arbeitsausfall in Zeitarbeitsunternehmen grundsätzlich branchenüblich ist. Eine seit dem 1. Februar 2009 geltende Ausnahmeregelung endete am 31. Dezember 2011.

### Tarifvertragliche Regelungen
Ergänzend zu den sozial- und arbeitsrechtlichen Regelungen können tarifvertragliche Regelungen bestehen.
In einer solchen Regelung können z. B. ein Zuschuss des Arbeitgebers zum Entgelt von Beschäftigten in Kurzarbeit, eine Beschäftigungssicherung oder Qualifizierungsmaßnahmen für Beschäftigte in Kurzarbeit vereinbart werden.

## Kurzarbeitergeld

### Sozialrechtliche Voraussetzungen in der Bundesrepublik Deutschland
Nach den §§ 95 ff. SGB III besteht Anspruch auf Kurzarbeitergeld, wenn
- ein erheblicher Arbeitsausfall mit Entgeltausfall vorliegt. Erheblich ist ein Arbeitsausfall, wenn er
  - auf wirtschaftlichen Gründen oder einem unabwendbaren Ereignis beruht und
  - vorübergehend ist und
  - nicht vermeidbar ist und
    - Vermeidbar ist ein Arbeitsausfall dann, wenn er überwiegend saisonal bedingt, betriebs- oder branchenüblich ist, ausschließlich auf betriebsorganisatorischen Gründen beruht, durch Gewährung von Urlaub ganz oder teilweise verhindert werden kann, oder z. B. durch die Nutzung vorhandener Arbeitszeitflexibilisierungsregelungen vermieden werden kann (§ 96 Abs. 4 SGB III).

  - im jeweiligen Kalendermonat (Anspruchszeitraum) mindestens ein Drittel der in dem Betrieb beschäftigten Arbeitnehmerinnen und Arbeitnehmer von einem Entgeltausfall von jeweils mehr als 10 % ihres monatlichen Bruttoentgelts betroffen ist.[6]
- in dem Betrieb mindestens ein Arbeitnehmer beschäftigt ist (betriebliche Voraussetzung) und
- der von dem Arbeitsausfall betroffene Arbeitnehmer die persönlichen Voraussetzungen erfüllt, insbesondere sein Arbeitsverhältnis fortgesetzt werden soll, also weder gekündigt noch aufgehoben worden ist und
- der Arbeitsausfall der Arbeitsagentur durch den Arbeitgeber oder den Betriebsrat schriftlich angezeigt worden ist. Der Anzeige durch den Arbeitgeber soll eine Stellungnahme des Betriebsrates beigefügt sein, sofern es in dem Betrieb einen solchen gibt.

### Höhe
Neben dem durch den Arbeitsausfall ganz oder teilweise reduzierten Arbeitsentgelt, dem sogenannten „Kurzlohn“, erhält der betroffene Arbeitnehmer von der Bundesagentur für Arbeit Kurzarbeitergeld als Entgeltersatzleistung.
Das Kurzarbeitergeld beträgt 60 % (allgemeiner Leistungssatz) der Nettoentgeltdifferenz des Monats, in dem die Arbeit ausgefallen ist, also kurzgearbeitet wurde (Anspruchszeitraum). Einen erhöhten Leistungssatz von 67 % erhalten Arbeitnehmer unabhängig von ihrem Familienstand, auf deren Lohnsteuerkarte ein Kinderfreibetrag von mindestens 0,5 eingetragen ist (§ 105 und § 106 SGB III).
Während der COVID-19-Pandemie wurde Ende April 2020 beschlossen, das Kurzarbeitergeld befristet bis Ende 2020 zu erhöhen. Diese Regelung wurde später bis zum Ende des Jahres 2021 verlängert. Bei einem Arbeitsausfall mit Entgeltausfall von mindestens 50 Prozent werden ab dem vierten Monat 70 Prozent (77 Prozent mit Kinderfreibetrag) und ab dem siebten Monat 80 Prozent (87 Prozent mit Kinderfreibetrag) gezahlt.
Die Nettoentgeltdifferenz entspricht dem Unterschiedsbetrag zwischen dem pauschalierten Nettoentgelt aus dem Sollentgelt (gedeckelt durch die Beitragsbemessungsgrenze) und dem pauschalierten Nettoentgelt aus dem Istentgelt. Sollentgelt ist das Bruttoarbeitsentgelt, das der Arbeitnehmer ohne den Arbeitsausfall bei Zugrundelegung seiner regelmäßigen Arbeitszeit, also ohne die Berücksichtigung von Mehrarbeit, erzielt hätte. Vorübergehende Änderungen der vertraglich vereinbarten Arbeitszeit auf Grund von kollektivrechtlichen Beschäftigungssicherungsvereinbarungen bleiben außer Betracht. Istentgelt ist das im Anspruchszeitraum tatsächlich erzielte Bruttoarbeitsentgelt des Arbeitnehmers zuzüglich aller ihm zustehenden Entgeltanteile. Einmalzahlungen, wie Urlaubs- oder Weihnachtsgeld bleiben bei der Ermittlung sowohl des Soll- als auch des Istentgeltes unberücksichtigt.
Zum Istentgelt wird auch solches Entgelt hinzugerechnet, das der Arbeitnehmer aus einer während des Bezugs des Kurzarbeitergeldes aufgenommenen anderweitigen Beschäftigung, selbständigen Tätigkeit oder Tätigkeit als mithelfender Familienangehöriger erzielt (§ 106 Abs. 3 SGB III). Dadurch verringert sich die Nettoentgeltdifferenz und somit die Höhe des Kurzarbeitergeldes. Einkommen aus einer Nebentätigkeit, die bereits vor dem Bezug von Kurzarbeitergeld aufgenommen wurde, verringert die Höhe des Kurzarbeitergeldes nicht, soweit das daraus erzielte Einkommen nicht erweitert wird.
Aufgrund der COVID-19-Pandemie wurde die Möglichkeit geschaffen, ohne Kürzung des Kurzarbeitergeldes hinzuzuverdienen: Einkommen aus Nebentätigkeiten wird bis zur Erreichung von 100 % des ursprünglichen Gehaltes nicht angerechnet. Diese Regelung galt für die Zeit vom 1. Mai 2020 bis zum 31. Dezember 2020. Bis zum 31. Dezember 2021 bleibt es weiter möglich, Einkünfte aus einem während der Kurzarbeit neu aufgenommenen Minijob nach § 8 Abs. 1 Nummer 1 SGB IV anrechnungsfrei hinzuzuverdienen.
Die Bundesagentur für Arbeit stellt eine Tabelle zur Berechnung des Kurzarbeitergeldes auf. Aus der Tabelle können die jeweiligen rechnerischen Leistungssätze nach den pauschalierten monatlichen Nettoentgelten abgelesen werden, die sich aus dem zuvor ermittelten Brutto-Sollengelt bzw. dem Brutto-Istentgelt ergeben. Die Differenz der beiden aus der Tabelle abgelesenen rechnerischen Leistungssätze ergibt die Höhe des Kurzarbeitergeldes. Die Tabelle fußt auf den pauschalierten Nettoentgelten, die vom Bundesministerium für Arbeit und Soziales durch Verordnung festgesetzt werden.
Das Bundessozialgericht entschied im November 2021, dass bei Grenzgängern, die nicht in Deutschland einkommenssteuerpflichtig sind, bei der Bemessung des Kurzarbeitergeldes keine fiktive Lohnsteuer abgezogen werden darf, weil dadurch eine faktische Doppelbesteuerung entstünde, die eine mittelbare Benachteiligung von Grenzgängern darstellt.

### Bezugsdauer
Kurzarbeit ist seit 2016 grundsätzlich auf 12 Monate begrenzt (§ 104 Abs. 1 SGB III).
Aus Anlass der infolge der COVID-19-Pandemie bzw. des russischen Überfalls auf die Ukraine 2022 ausgelösten Wirtschaftskrise kann Kurzarbeitergeld, das 2019–2022 anlief, über die 12 Monate hinaus gewährt werden, jedoch längstens bis zu 28 Monate und maximal bis 30. Juni 2023. Im Dezember 2024 beschloss das Bundeskabinett wegen der gestiegenen Kurzarbeiterzahlen eine Verordnung, die befristet bis Ende 2025 die Bezugsdauer für das Kurzarbeitergeld auf 24 Monate verdoppelt.
Bis Ende 2006 betrug die Höchstdauer 6 Monate. Lagen jedoch außergewöhnliche Verhältnisse auf dem Arbeitsmarkt vor, konnte die Höchstdauer durch Rechtsverordnung auf bis zu 24 Monate verlängert werden (§ 109 Abs. 1 SGB III). Dies wurde wie folgt getan: Für die Zeit vom 1. Januar 2007 bis zum 30. Juni 2007 galt die verlängerte Bezugsfrist von 15 Monaten und danach bis zum 31. Dezember 2008 eine verlängerte Bezugsfrist von 12 Monaten. Ab 1. Januar 2009 betrug die Bezugsfrist für das Kurzarbeitergeld zunächst 18 Monate; die Bezugsdauer wurde dann im Mai 2009 rückwirkend für alle Ansprüche, die zwischen dem 1. Januar und 31. Dezember 2009 entstanden, auf 24 Monate verlängert. Die Bezugsfrist bei Arbeitnehmern, deren Anspruch auf Kurzarbeitergeld in der Zeit vom 1. Januar 2010 bis zum 31. Dezember 2010 entstanden war, betrug 18 Monate. Die maximale Bezugsfrist für Arbeitnehmer, deren Anspruch auf Kurzarbeitergeld im Jahr 2011 entstand, betrug 12 Monate. 2012 betrug die Höchstdauer 6 Monate. Von 2013 bis 2015 war die Höchstbezugsdauer durch Rechtsverordnung wieder auf 12 Monate verlängert.
Die Bezugsdauer gilt einheitlich für alle im Betrieb beschäftigten Arbeitnehmer. Bei zusammenhängenden Unterbrechungen des Kurzarbeitergeldes von einem Monat verlängert sich die Bezugsdauer entsprechend, bei einer mindestens dreimonatigen zusammenhängenden Unterbrechung beginnt die Bezugsdauer neu.
Die Agentur für Arbeit kann Bezieher von Kurzarbeitergeld vorübergehend in eine andere Arbeit vermitteln (Zweitarbeitsverhältnis). Die Arbeitnehmer sind verpflichtet, sich auf Aufforderung bei der Arbeitsagentur zu melden und eine angebotene zumutbare Beschäftigung anzunehmen. Treten sie eine solche Beschäftigung ohne wichtigen Grund und trotz Belehrung über die Rechtsfolgen nicht an, wird das Kurzarbeitergeld in der Regel für die Dauer von drei Wochen versagt (Sperrzeit). Der Verdienst aus dem Zweitarbeitsverhältnis erhöht das Ist-Entgelt des Arbeitnehmers, dieser erhält dadurch weniger Kurzarbeitergeld.

### Beiträge zur Sozialversicherung
Auch für die Zeit des Bezugs von Kurzarbeitergeld werden Sozialversicherungsbeiträge gezahlt, so dass der Arbeitnehmer dort kaum Ansprüche verliert. Für das Kurzarbeitergeld bemessen sich die Beiträge zur Renten-, Kranken- und Pflegeversicherung nach einem fiktiven Entgelt, welches in der Regel 80 % des normalen Bruttoentgelts entspricht (§ 166 Abs. 1 Nr. 2 SGB VI, § 232a Abs. 2 SGB V, § 57 Abs. 1 Satz 1 SGB XI). Diese Beiträge hat der Arbeitgeber allein zu tragen, in der gesetzlichen Krankenversicherung inklusive der 0,9 Beitragssatzpunkte, die ansonsten der Arbeitnehmer zu tragen hat, wenn er kein Kurzarbeitergeld erhält (§ 249 Abs. 2 SGB V). Für die Zeit, die der Arbeitnehmer tatsächlich beschäftigt ist und Arbeitsentgelt erzielt, tragen er und der Arbeitgeber die Sozialversicherungsbeiträge nach der üblichen Höhe und Verteilung.
Im Zuge der Finanzkrise ab 2007 war geregelt worden, dass den Arbeitgebern die Sozialversicherungsbeiträge hälftig von der Bundesagentur für Arbeit erstattet werden. Dies galt vom 1. Februar 2009 bis zum 31. Dezember 2011 (§ 421t Abs. 1 Nr. 1 SGB III). Die Bundesagentur erstattete in dieser Zeit die Sozialversicherungsbeiträge vollständig, wenn der Arbeitgeber seine Arbeitnehmerinnen und Arbeitnehmer während der Kurzarbeitszeit weiterqualifizierte (§ 419 Abs. 1 Nr. 2 SGB III), bis Ende Dezember 2011 wurden ab dem siebten Monat der Kurzarbeit die Sozialversicherungsbeiträge unabhängig von Qualifizierungsmaßnahmen voll von der Bundesagentur für Arbeit übernommen (§ 419 Abs. 1 Nr. 3 SGB III).
Auch während der COVID-19-Pandemie in Deutschland wurde geregelt, dass die Sozialversicherungsbeiträge, die Arbeitgeber für ihre kurzarbeitenden Beschäftigten allein tragen müssen, durch die Bundesagentur für Arbeit in pauschalierter Form erstattet werden. Dies galt vom 1. März 2020 bis zum 30. Juni 2021. Für Betriebe, die bis dahin Kurzarbeit eingeführt hatten, wurden die Sozialversicherungsbeiträge anschließend bis Dezember 2021 hälftig von der Bundesagentur für Arbeit erstattet.

### Auswirkung auf weitere Leistungen
Auf einen späteren Anspruch auf Elterngeld wirkt sich der Bezug von Kurzarbeitergeld leistungsmindernd aus. Da sich die Höhe des Elterngelds ausschließlich nach dem vorher erzielten Erwerbseinkommen richtet, bleibt das Kurzarbeitergeld bei der Berechnung des Elterngeldes unberücksichtigt. So wird beispielsweise bei „Kurzarbeit Null“ ein Nettoeinkommen von 0 Euro zugrunde gelegt.

### Steuerliche Behandlung
Das Kurzarbeitergeld ist steuerfrei, unterliegt aber dem steuerlichen Progressionsvorbehalt. Der Bezug von mehr als 410 Euro Kurzarbeitergeld in einem Kalenderjahr hat zur Folge, dass eine Einkommensteuererklärung für das betreffende Jahr abgegeben werden muss.

### Sonderformen des Kurzarbeitergeldes

#### Transferkurzarbeitergeld
Bei einer betrieblichen Restrukturierung (Betriebsänderung im Sinne des § 111 BetrVG) kann auch dann Kurzarbeitergeld geleistet werden, wenn der Arbeitsausfall dauerhaft ist (§ 111 SGB III). In diesen Fällen wird zur Vermeidung von Entlassungen und zur Verbesserung der Vermittlungsaussichten der betroffenen Arbeitnehmer für längstens zwölf Monate das so genannte Transferkurzarbeitergeld gezahlt. Die Arbeitnehmer müssen in einer betriebsorganisatorisch eigenständigen Einheit (beE) zusammengefasst werden. Das ist meist eine so genannte Transfergesellschaft, in welche die Arbeitnehmer überwechseln. In der Transfergesellschaft wird versucht, die Arbeitnehmer zu qualifizieren und in neue Beschäftigungsverhältnisse zu vermitteln. Derartige Maßnahmen werden in der Regel aufgrund eines Interessenausgleichs zwischen Arbeitgeber und Betriebsrat durchgeführt. In einem flankierenden Sozialplan werden Leistungen, wie die Aufstockung des Transferkurzarbeitergeldes durch den (ehemaligen) Arbeitgeber, vereinbart.

#### Saison-Kurzarbeitergeld
Saison-Kurzarbeitgeld (§ 101, § 102 SGB III) erhalten gewerbliche Arbeitnehmer in Betrieben des Baugewerbes, des Dachdeckerhandwerks, des Gerüstbauerhandwerks und des Garten- und Landschaftsbaus, wenn während der Schlechtwetterzeit witterungs- oder wirtschaftlich bedingt nicht gearbeitet werden kann.

## In anderen Ländern

### Schweiz
In der Schweiz können vorübergehend Kurzarbeitsentschädigungen ausbezahlt werden. Geregelt wird die Kurzarbeitsentschädigung im Bundesgesetz über die obligatorische Arbeitslosenversicherung und die Insolvenzentschädigung (Arbeitslosenversicherungsgesetz, AVIG) vom 25. Juni 1982, Artikel 31–41. Im Gefolge der Coronakrise wurde das Bewilligungsverfahren im März 2020 vereinfacht.

### Italien
Der italienische Sozialversicherungsträger INPS zahlt eine Art Kurzarbeitergeld („Cassa integrazione guadagni“).

### Großbritannien
Großbritannien führt aufgrund der COVID-19-Pandemie eine Art Kurzarbeitergeld (Coronavirus Job Retention Scheme) rückwirkend zum März 2020 ein. Die Höhe beträgt 80 % des Lohns, maximal 2500 GBP pro Monat. Die staatliche Hilfe wird bezahlt, falls der Mitarbeiter gar nicht mehr arbeitet. Kurzarbeit in dem Sinn, dass sowohl weniger gearbeitet als auch weniger verdient wird, benötigt im Arbeitsvertrag eine Klausel zum short-time working.

### USA
Die USA führen aufgrund der COVID-19-Pandemie das Paycheck Protection Program ein. Dies sind bedingungslose Kredite für Unternehmen. Falls ein Unternehmen den Kredit nutzt, um damit Löhne zu bezahlen und Arbeitsplätze zu erhalten, wird das Darlehen erlassen. Es gibt bereits in einigen Bundesstaaten verschiedene Kurzarbeitsprogramme, die eine bundesstaatliche Unterstützung im Rahmen der Arbeitslosenversicherung vorsehen. Dort soll das neue Programm die bestehenden Programme finanziell unterstützen.

### Tschechische Republik
In der Tschechischen Republik wurde die Kurzarbeit als dauerhaftes Instrument der Beschäftigungspolitik durch eine Novelle des Gesetzes über die Beschäftigung eingeführt.

### Österreich
In Österreich haben sich Regierung und Sozialpartner auf ein neues Kurzarbeitsdauermodell per 1. Oktober 2023 verständigt. Der ÖGB peile die in der Pandemie gängige Ersatzrate von bis zu 90 Prozent des Nettoeinkommens an. Es sei zwischen dem Kostenersatz des Arbeitsmarktservice (AMS), der Unterstützung durch die Betriebe sowie in deren Rahmen fallende zusätzliche Aufzahlungen der Arbeitgeber (sozialpartnerschaftlich vereinbart) zu unterscheiden.

## Geschichte
Als erster Vorläufer des Kurzarbeitergeldes gilt die Regelung des Kali-Gesetzes vom 25. Mai 1910. In diesem Gesetz wurde ein Kapazitätsabbau der Kali-Industrie verordnet. Die betreffenden Arbeiter erhielten eine Kurzarbeiterfürsorge, die vom Deutschen Reich bezahlt wurde.
Mit der Verordnung über die Erwerbslosenunterstützung vom 16. Februar 1924 wurde die „Kurzarbeiterunterstützung“ geschaffen. Nach Gründung der Reichsanstalt für Arbeitsvermittlung und Arbeitslosenversicherung durch das Gesetz über Arbeitsvermittlung und Arbeitslosenversicherung vom 16. Juli 1927 wurde dem Verwaltungsrat der Reichsanstalt die Kompetenz übertragen, mit Zustimmung des Reichsarbeitsministers die Gewährung von Kurzarbeiterunterstützung anzuordnen oder zuzulassen.
In der Schweiz wurde die Kurzarbeitsentschädigung mit dem Arbeitslosenversicherungsgesetz von 1924 eingeführt, wobei das damalige Gesetz mit der heutigen Regelung noch wenig zu tun hatte. Vorläufer waren diverse private und genossenschaftliche Initiativen; eine gewichtige Rolle spielten gemeinnützige Organisationen. Zu einer klaren gesetzlichen Unterscheidung zwischen Arbeitslosigkeit und Kurzarbeit kam es erst mit dem Arbeitslosenversicherungsgesetz von 1982; zuvor waren die beiden Instrumente oft vermischt worden.
Das Kurzarbeitergeld wurde unter dieser Bezeichnung in der Bundesrepublik Deutschland mit Wirkung zum 1. Januar 1957 durch Artikel II des Gesetzes zur Änderung und Ergänzung des Gesetzes über Arbeitsvermittlung und Arbeitslosenversicherung vom 23. Dezember 1956 eingeführt.
In der Bundesrepublik Deutschland wurde in den 1970er und 1980er Jahren das Kurzarbeitergeld besonders in der Bauwirtschaft in Anspruch genommen, wenn durch die Herabsetzung der betriebsüblichen Arbeitszeit ein vorübergehender Auftragsmangel (teilweise auch witterungsbedingt) überbrückt werden sollte, um damit Entlassungen zu vermeiden. Die Aufwendungen betrugen bspw. für das Jahr 1985 rund 1,228 Milliarden DM (= 627,9 Millionen Euro).
1986 trat in der Bundesrepublik eine novellierte Fassung des Paragraphen 116 Arbeitsförderungsgesetz, heute Paragraph 160 SGB III, in Kraft. Mittelbar von einem Streik betroffenen Arbeitnehmern darf demnach kein Kurzarbeitergeld von den Arbeitsämtern gezahlt werden. Zuvor war der entsprechende „Franke-Erlass“ von Arbeitsgerichten zurückgewiesen worden.
Aktuell fordern einige Gewerkschaften und Aktivisten, dass das Kurzarbeitsgeld gerade für Geringverdiener auf 90 % erhöht wird.